# Jihad Cool
Dschihad Cool oder „Jihad Cool“ ist ein Begriff, der von westlichen Sicherheitsexperten benutzt wird und das „Rebranding“ des militanten Dschihadismus in etwas Cooles, Modisches bezeichnet, um jüngere Menschen durch soziale Medien und Magazine anzusprechen mit Hilfe von Rap-Videos, Kleidern, Spielzeugen, Propagandavideos, und anderen Mitteln.
Es ist eine Subkultur, die sich meist an Individuen in entwickelten Ländern wendet, die so rekrutiert werden sollen, um in Konfliktzonen zu reisen und am Jihad teilzunehmen. Ein Beispiel hierfür sind Rap-Videos, die mehr nach MTV statt nach Moschee wirken. Von diesem Phänomen wird seit 2010 verstärkt berichtet.